# クロックス・アクーニャ
クロックス・アクーニャ（Crox Ernesto Acuña Rodríguez、1990年6月23日-）は、ベネズエラの男子競泳選手。アラグア州マラカイ出身。
2007年にリオデジャネイロで開催されたパンアメリカン競技大会に出場し、4×100m自由形リレーで銅メダルを獲得した。2008年には北京オリンピックに出場したが、予選で敗退している。2010年にメデリンで開催された南アメリカ競技大会では、50m自由形と100m自由形で優勝し2冠を達成している。
2012年ロンドンオリンピックの4×100mリレーに出場、最下位だった。